# Agromyza hordei
Agromyza hordei är en tvåvingeart som beskrevs av Spencer 1961. Agromyza hordei ingår i släktet Agromyza och familjen minerarflugor. Inga underarter finns listade i Catalogue of Life.